# Econoom
Econoom war eine niederländische Automarke.

## Unternehmensgeschichte
Das Unternehmen Hautekeet & Van Asselt aus Amsterdam begann 1912 mit der Produktion von Automobilen. 1914 wurde die Produktion nach 85 hergestellten Exemplaren eingestellt.

## Fahrzeuge
Das einzige Modell 8/12 HK war ein Kleinwagen. Er war mit einem Vierzylindermotor von Ballot ausgestattet.